# Бейрут
33°53′13″ пн. ш. 35°30′47″ сх. д. / 33.88694° пн. ш. 35.51306° сх. д.
Бейру́т (араб. بيروت; івр. ביירות; зах-вірм. Պէյրութ; арам. ܒܝܪܘܬ) — столиця і найбільше місто Лівану, у давнину — незалежне місто-держава. Розташоване на березі Затоки Святого Георгія.
Бейрут є найважливішим фінансовим і банківським центром всього Близького Сходу. Крім того, у Бейруті базуються багато міжнародних організацій.
Близько 1 574 тис. жителів (2005), переважно араби. Оцінки чисельності населення міста різняться від 900 тисяч до 2 мільйонів осіб. Це пов'язано з тим, що з 1932 в Бейруті не проводився перепис населення.

## Історія

### Фінікійський Беріт

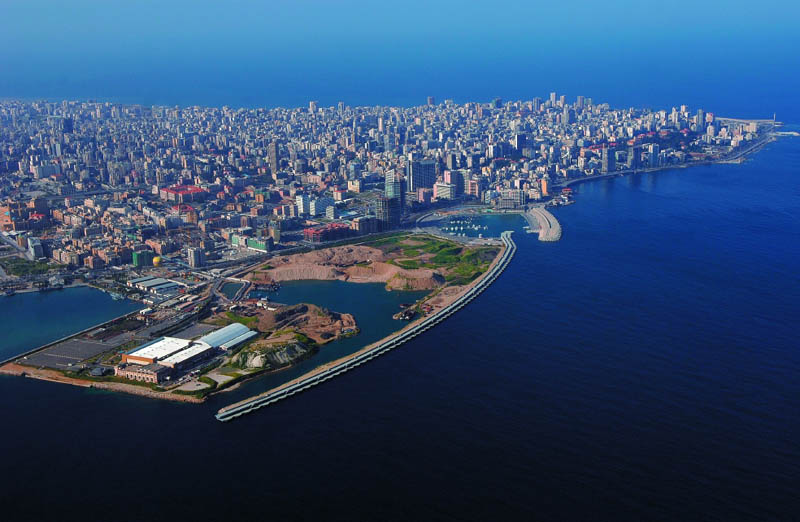
Бейрутський мис. Сучасний вигляд

За археологічними даними поселення на місці Бейрута з'явилося в середині III тис. до н. е., проте перші достовірні згадки про місто відносяться лише до XV ст. до н. е. Деякі дослідники впевнені, що цар Бейрута (або ж Беріта, як швидше за все вимовлялася ця назва фінікійською) був серед численних ханаанських володарів, що присягнули на вірність фараону Тутмосу III після його перемоги під Мегіддо. Принаймні у списку міст, підпорядкованих Єгипту за часів Ехнатона, Бейрут вже зазначений.
Назва міста походить від фінікійського слова, що означає «колодязь», — в центрі міста і справді знаходилося глибоке джерело. Більш штучною етимологією видається переклад назви як «угода» (саме так у Біблії позначений «завіт», що його уклав з Яхве Авраам), яка швидше за все з'явилося у єврейському середовищі. Найшанованішим божеством бейрутців здавна був Єво, аналог Яхве давніх ізраїльтян. Цілком можливо, що культ цей був запозичений прибульцями-фінікійцями від першопоселенців узбережжя, внаслідок чого власне ханаанський культ Еля відступив на другий план, пізніше витіснений ще й вшануванням Ешмуна.
Першим відомим на ім'я царем Бейрута був Хамунірі. Царем його, зокрема, називав у переписці з фараоном цар Бібла Рібадді. Сам Хамунірі у дипломатичній переписці з єгипетським володарем іменує себе «бейрутським мужем», що може підкреслювати як залежний статус міста, так і обмежені повноваження монарха в стосунках з місцевою громадою. Археологічні дослідження засвідчили, що в той час місто було доволі великим, заможним і його оточували потужні мури — на випадок несподіваного нападу сусідів.

### Єгипетське панування і здобуття незалежності
У стосунках з Єгиптом Хамунірі поводився доволі самостійно. Розпорядження фараона надати допомогу Біблу в його боротьбі з володарем Амурру Абдаширтою бейрутці фактично проігнорували, і лише коли у Фінікії з'явилося єгипетське військо продемонстрували покірність. Але й це не завадило Хамунірі укласти союз с сином Абдаширти Азіру і перехоплювати біблські кораблі, що поспішали на допомогу єгипетському гарнізону Сіміри. Щоправда, цар Бібла, якого скинули власні співгромадяни, спочатку втік саме до Бейруту, де намагався заручитися підтримкою Хамунірі, а вже потім до Сідона. Хамунірі натомість уклав з Азіру новий союз і підтримував Сідон у його боротьбі проти Тіра.
Доба відносної самостійності завершилася за часів Хоремхеба. Сеті I і Рамзес II міцно утримували Бейрут у своїх руках. Місто здобуло незалежність лише тоді, коли Східним Середземномор'ям прокотилася навала «народів моря». Власне Бейрут, судячи з усього, переселенці оминули. Та й пізніше, коли філістимляни воювали з Сідоном, бейрутці залишалися осторонь. Все це сприяло зростанню міста (наприкінці XI ст. до н. е. навколо Бейрута були зведені нові, потужніші мури) і перетворенню його на один з найважливіших центрів фінікійської економіки і культури.
За часів царя Абельбаала (точний час його правління невідомий, варіюється від XII до IX ст. до н. е., але швидше за все йдеться саме про IX ст. до н. е) у Бейруті жив і працював філософ і історик Сангун'ятон. Використовуючи міські і храмові записи, він уклав першу історію Фінікії, яка, на жаль, дійшла до нас лише у розрізнених цитатах пізніших авторів. Сміливі судження Сангун'ятона, що стверджував, що богами люди називають людей, які в минулому відзначилися звитягами або ж відкриттями, викликали спротив з боку місцевого жрецтва, яке зробило все, аби праці історика не стали надбанням широкого громадського загалу.

### Від ассирійців до Селевкидів

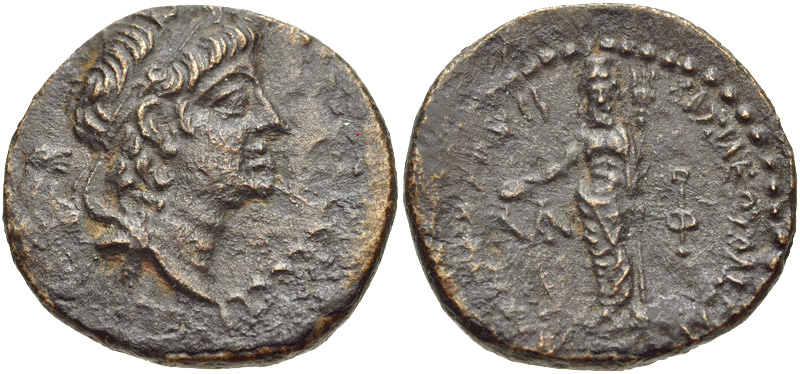
Монета Александра II Забіни, карбована в Бейруті, 128-122 до н. е.

Під час ассирійського завоювання Фінікії письмові джерела Бейрут не згадують (принаймні під його власною назвою). На думку дослідників це може свідчити про втрату містом самостійності й перехід його під владу сусіднього Сідона, або ж Бібла у середині IX століття до н. е. За археологічними даними у VIII століття до н. е. мури міста занедбані, поступово руйнувалися, перетворюючись на звалище. У 677 до н. е., під час облоги ассирійцями Сідона, у Бейруті знаходився табір Асаргаддона. Цар залишив біля міста стелу з повідомленням про свою перемогу. Після того, як Сідон був зруйнований, Бейрут був включений безпосередньо до складу Ассирії та навіть отримав поштовх для розвитку — у міста з'являються нові, хоча й не такі потужні мури, будуються нові складські приміщення.
Нове піднесення Бейрута припадає вже на часи панування персів. Під владою Ахеменідів місто розростається у кілька разів і отримує регулярне планування. Однак політично Бейрут залишається тіні своїх сусідів — Сідона та Бібла. За елліністичної доби місто стало відомим завдяки торгівлі та виробництву тканин, зокрема й фарбованих славнозвісним пурпуром. Бейрутці мали свою факторію на Делосі й навіть в італійських Путеолах існувала невеличка бейрутська громада, що вшановувала морського бога, якого греки ототожнювали з Посейдоном. Зображення цього божества, озброєного тризубом, верхи на дельфіні зустрічається і на пізніших бейрутських монетах.
При розподілі держави Александра Великого Бейрут дістався Птолемею Египетському, проте Селевкіди не втрачали надії заволодіти усією Фінікією. У 218 до н. е. біля Бейрута — у вузькій приморській ущелині — Антіох III Великий завдав нищівної поразки єгипетському полководцю Ніколаю. Проте остаточно під владу Селевкидів місто потрапило лише у 197 до н. е.
З часів Антіоха IV Епіфана, пізніше за інші фінікійські міста, Бейрут почав карбувати власну монету. Місто отримує і другу назву — Лаодікея Ханаанська або ж Фінікійська.
Розквіту міста несподівано поклала край громадянська війна. Узурпатор Трифон Сирійський (або ж Діодот) у 142 до н. е. влаштував заколот проти Антіоха VI. Цар змушений був рятуватися втечею та забарикадувався у Бейруті. Розлючений Трифон захопив місто та у 140 до н. е. зрівняв його з землею. Відновлений і відбудований Бейрут був лише у 120-х.

### Римляни, араби, сельджуки
Послаблення держави Селевкідів, виснаженої міжусобицями, дозволило Бейруту у 81 р. до н. е. повернути собі незалежність. Проте невдовзі став жертвою нападів з боку кочовиків — ітуреїв. Вирішив проблему лише Гней Помпей, який приєднав Сирію до Риму, оголосивши фінікійські міста «вільними», а фактично — автономними у складі Римської республіки. Імператор Август Бейрут автономії позбавив, натомість перетворив його у 16-14 рр. до н. е. на колонію для своїх ветеранів під назвою Julia Augusta Felix Berytus.

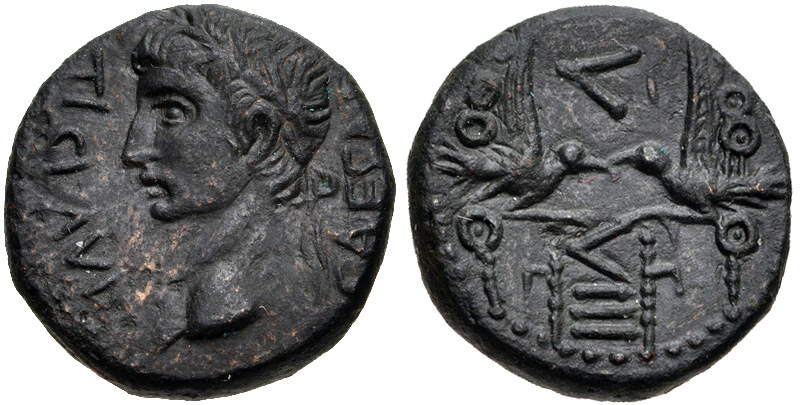
Монета імператора Клавдія, карбована в Бейруті, 41-54 рр.

Бейрут отримав акведук, що постачав питну воду з ліванських гір, і іподром. Розбудовою міста керував Агриппа, а пізніше долучився цар Юдеї Ірод Великий, зацікавлений у розвитку портів на Сереземному морі. Коштом Ірода був реконструйований один з міських форумів, зведені численні храми та портики. Юдейський цар Ірод Агріппа I додав до них театр, цирк і терми. Місто швидко повернуло собі роль центру торгівлі, виноробства і фарбування тканин. Особливо, коли до міста з Китаю почали завозити шовк.
Під час Юдейської війни бейрутці надавали допомогу римлянам. Місто користувалося особливою прихильністю Каракалли. За часів Северів (III ст.) в Бейруті була створена вища школа риторики, поетики й права. Її роль для імперії була такою великою, що Діоклетіан звільнив студентів школи від податків, а в середині V ст. школа отримала особливий статут — privilegium studii, один з перших у світовій історії. Попри велику шкоду, яку завдав місту землетрус 349 року, імператор Феодосій II зробив Бейрут центром митрополії. Місцеві правознавці особливо відзначилися під час підготовки Кодексу Юстиніана, їхню школу в той час вважали третьою в імперії — після Рима і Константинополя. Край історії «щасливого Бейруту» поклала ціла серія землетрусів — 494, 502, 529 і особливо 551 і 560, які супроводжувалися грандіозними пожежами та цунамі, що фактично знищили місто. Навіть вища школа була змушена перебратися до Сідона.
У 636 Бейрут, точніше те, що від нього залишалося, зайняли араби. Управління містом і навколишньою територією опинилося в руках нащадків Лахмідів — роду Арслан.
У 644 і 678 візантійці відновлювали свій контроль над Фінікією, але щоразу ненадовго. Бейрутці допомагали намісникам халіфа будувати перші бойові кораблі, проте до керівництва флотом їх не залучали. У 747 краєм прокотився новий землетрус. Відновіти прибережні поселення наказав лише халіф аль-Мансур у 771, а завершені роботи були лише за часів аль-Махді. За цей час Бейрут увійшов до складу князівства Сінелфіль, заснованого у 759 Арсланом бін аль-Мундгіром.
У 787 Бейрут пережив напад мешканців сусідніх гір, у 801 — новий рейд візантійців. З 878 Сінелфіль разом з Бейрутом опинився в складі держави Тулунідів, з 939 — Ішхидідів.
У 970 місто здобули війська фатимідського халіфа аль-Муїзза.
У 974 знову ненадовго повернувся під владу візантійців, які, залишаючи місто, вивезли з нього чимало християн.
У 975–977 місто контролювали тюрки Алп-Тегіна (Афтекіна). Не дивно, що, повернувши собі владу над Фінікією, Фатиміди почали насамперед зміцнювати фортифікаційні споруди поселень узбережжя, зокрема й Бейрута. Майже сторіччя місто мало змогу зростати у відносно мирних умовах. У 1080–1089 його тимчасово контролювали сельджуки.

### Хрестоносці

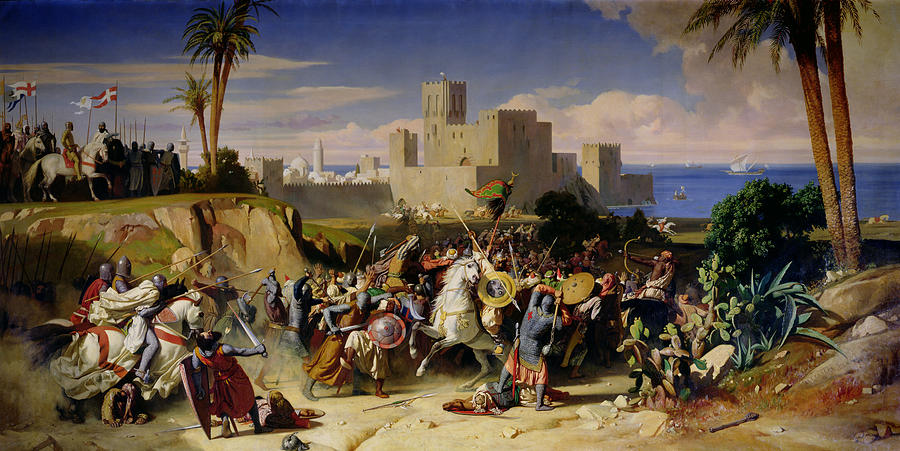
Здобуття Бейрута у 1197. Александр Гес, 1842

У 1110 в найвужчому місці приморської дороги перемогу над єгипетським військом здобули хрестоносці на чолі з Балдуїном I. Бейрут був взятий в облогу і з допомогою генуезької ескадри захоплений 2 квітня. Місто стало центром Бейрутської сеньйорії Єрусалимського королівства, на чолі якої став кузен короля Фульк Гінський. Місцевий єпископ підпорядковувався архієпископу Тірському. Невдовзі Бейрут перейшов до родини Брізбарів, першим володарем з яких був Готьє I. Щоправда, місцеві селяни відмовлялися сплачувати податки, тож у 1125 примушувати їх довелося війську на чолі з самим королем.
У 1126 біля Бейрута десант висадили єгиптяни, однак хрестоносці взяли над ними гору. Брат і спадкоємець Готьє Гі, а потім і син Гі -Готьє II підтримували приязні стосунки з сусідніми мусульманськими володарями, аж поки у 1160 сеньйор не влаштував пастку, підступом перебивши майже усіх емірів з родини Бохтор у бейрутському замку. Після цього конфлікти із сусідами не вщухали. Врешті решт Аморі I змусив останнього представника династії Готьє III віддати Бейрут йому як королю.
У 1181 на рейді Бейруту знову з'явилася єгипетська ескадра. Наступного року володар Єгипту Салах ед Дін взяв місто в облогу і з суходолу. Лише поява Балдуїна IV з власним флотом змусила султана відступити. Помираючи, король віддав Бейрут графу Триполі Раймунду III (1183) проте після смерті Балдуїна V, місто захопив сенешаль Жослен, який домігся затвердження своїх зазіхань новим королем Гі де Лузіньяном. Після перемоги під Хаттіном (липень 1187) до Бейрута знову підступив Салах ед Дін. Місто самостійно, без гарнізону, протрималося десять днів, що дозволило евакуювати населення, і лише 9 серпня мусульмани змогли увійти до нього.
Новий емір Бейрута перетворив його на справжнє піратське гніздо, що тероризувало каравани хрестоносців від Акко до Північної Сирії. Роздратований король Аморі II у 1197 вирушив у каральну експедицію. Брат Салах ед Діна Малік аль-Аділь спочатку наказав зруйнувати місто, потім передумав, тож мури залишилися наполовину зруйнованими. А коли військо еміра вийшло з міста назустріч хрестоносцям, християнські раби підняли повстання і захопили цитадель. Бейрут мусульманам довелося залишити, повстанці передали фортецю особисто в руки королю.
Аморі II, у свою чергу, передав місто у володіння родині Ібеленів. Жан Ібелен збудував у місті розкішний замок і взагалі жив на широку ногу, а для того, щоб розрахуватися з кредиторами, змушений був надавати величезні привілеї європейським торгівцям. У 1221 венеційці отримали у місті фіскальний і судовий імунітет, а генуезцям — ще і право щочетверга митися в лазні перед замком. У 1222 право безперешкодної торгівлі було надано і марсельцям. Імператор Фрідріх II Гогенштауфен у 1227 почав вимагати повернути Бейрут йому, як монарху єрусалимському, але Жан відмовився. Імперська армія на чолі з Ріккардо Філанджері у 1231 зайняла нижнє місто і два роки тримала в облозі цитадель із нечисленним гарнізоном, але марно. Васал переміг імператора.
Після смерті Жана Ібелена у 1236 в сеньйорії запанував безлад. Коли 1272 помирав барон Едмунд, він доручив піклуватися про свою дружину Ізабеллу Ібелен не королю Гуго III, а султану Бейбарсу. Гуго спробував приєднати Бейрут до своїх володінь, проте Бейбарс примусив його повернути місто Ізабеллі. Щоправда, самому султану це не завадило при слушній нагоді порушити договір і 21 липня 1291 остаточно захопити Бейрут.

### Від мамлюків до Османів
На відміну від сусідніх поселень під владою мамлюків Бейрут не пережив занепаду, бо фактично перетворився на гавань доволі близького від нього Дамаска. Тож він залишався місцем збору прочан, що вирушали до Мекки. За мамлюків місцевий собор Св. Іоанна Хрестителя перебудували в мечеть Джамі аль-Омарі (кінець XIII ст.) і звели цілком нову Палацову мечеть (початок XVI ст.), лазні та караван-сарай для венеційських купців, з якими нові володарі підтримували приязні стосунки. З іншого боку саме завдяки своєму стратегічному розташуванню Бейрут і надалі потерпав від нападів з моря.
У 1334 місто атакували генуезці, 1365 — флот кіпрського короля (що все ще тримався титулу короля Єрусалимського).
У 1382–1403 кіпрсько-генуезькі рейди відбувалися постійно і завершилися тим, що нападники спалили в бейрутській бухті венеційський транспорт з прянощами, що призвело до жорсткого конфлікту з господарями товару. Мамлюки увесь цей час займали пасивну позицію, і навіть спроба створити власний флот була припинена вольовим рішенням намісника. Лише 1424 року Бейрут був використаний для нападу на Кіпр, який залишався під єгипетською владою два роки. Ця експедиція була одним з факторів, що в кінцевому підсумку призвів до переходу острова під владу союзної мамлюкам Венеції.
У 1516 Бейрут опинився під османською владою. Місто отримало новий поштовх у своєму розвитку, адже османи були зацікавлені у зростанні міжнародної торгівлі через левантійські порти. На противагу венеційцям та іспанцям, з якими у Порти була запекла ворожнеча, режим найбільшого сприяння в Туреччині отримали французькі, а згодом англійські купці. Свій зиск від цього отримала і верхівка самого Леванту.
Фахреддін II (1590—1632), що проголосив себе «еміром Лівану», приєднав Бейрут до своїх володінь і перетворив його на одну зі своїх резиденцій.
У 1608 емір уклав самостійну торговельну угоду з Тосканським герцогством, створив регулярну армію та оновив фортечні мури. Занепокоєний султан доручив паші Дамаска усунути непокірного васала. У 1613 Фахреддін залишив батьківщину, проте в 1618 повернувся і перетворив Ліван на цілком самостійну державу. Османам урешті-решт вдалося захопити й стратити непокірного еміра та його родичів. Надалі султани зробили ставку на сусідній Сідон, що після 1660 став центром окремого ейялету. Бейрут залишався під владою місцевих емірів. І лише в 1763 — завдяки зраді — був захоплений турками та підпорядкований Сідону.

### Порта, великі держави і нове піднесення

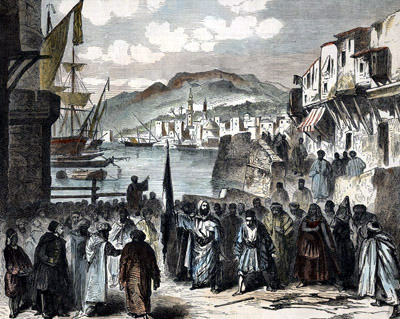
Біженці на вулицях Бейруту у 1860. Малюнок кінця XIX ст.

Бейрут наприкінці XIX ст.

У червні 1772, під час чергової російсько-турецької війни, місто бомбардувала і захопила російська ескадра. Османам вдалося повернути Бейрут під свій контроль, однак наступного року росіяни знову здобули місто та утримували його аж до часу укладання Кючук-Кайнарджійського миру (1774). У 1777 росіяни повернулися і двічі бомбардували Бейрут, вимагаючи, аби їм компенсували окупаційні витрати. Іноземні й місцеві торгівці змушені були перебратися до Триполі. Лише після того, як росіяни отримали гроші, сідонський валі передав місто новому ліванському еміру Баширу II. Той виявився вправним адміністратором і зробив все для відродження бейрутської торгівлі, особливо помітного на тлі занепаду сусіднього Сідона. Через місто йшла майже вся британська торгівля із Сирією, Аравією і Месопотамією, що перетворилися на важливі ринки збуту промислового текстилю.
У 1831 за згоди Башира II містом заволоділи єгиптяни на чолі з Ібрагімом-пашею. У 1837 р. місто пережило новий потужний землетрус. У вересні 1840 його бомбардували вже англійські і австрійські кораблі — щоб змусити таким чином єгиптян залишити Бейрут. В жовтні до міста увійшли англійці, які передали його османській адміністрації. Башир II був позбавлений влади та в Стамбулі вирішили об'єднати ліванські землі в межах єдиного ейялету, зробивши його центром Бейрут.
У 1856 офіційно проголошений початок реформ, які мали модернізувати Османську імперію. Бейрут стає культурним і просвітницьким центром Лівану, в 1858 тут починає виходити перша газета. У 1859 в гірських районах спалахнули міжконфесійні сутички, а в Дамаску наступного року стався справжній християнський погром. Бейрут переповнили біженці, що шукали захисту в іноземних консулів. У серпні 1860 місто знову зайняли окупанти — цього разу французи. Залишили вони Бейрут наступного року, домігшись автономного статусу для Гірського Лівану і розпочавши будівництво залізниці до Дамаска, якому місто було підпорядковане з 1864.
Хвиля співчуття до ліванських християн і надалі сприяла розвитку культурних зв'язків міста із Заходом. В Бейруті з'явився Американський університет (1866) і Університет Св. Йосипа (1881) під французькою егідою.
У 1887 Бейруту повернули статус адміністративного центру — тепер вже окремого вілайету, до якого входили не лише Ліван з долиною Бекаа, але й Акко і Латакія.
У 1894 за допомогою французьких інженерів був збудований новий порт, у 1907 залізниця з'єднала місто не лише з Дамаском, але й з Алеппо. Бейрут перетворився на економічну столицю усього Леванту. Місто стає одним з центрів загальноарабського руху за звільнення від османської влади.
У 1912 в Бейруті була створена Ліга реформ — перша політична партія сучасного типу. При цьому місто було виразно космополітичним, чому сприяла релігійна і культурна строкатість його населення. Так, за оцінками Британської Енциклопедії у 1911 в Бейруті мешкало 77 000 християн, 36 000 мусульман, 2 500 євреїв і понад 4 000 іноземних підданих.

### Новітні часи

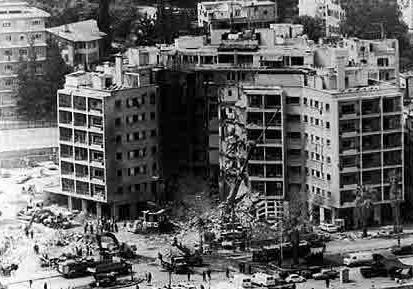
Посольство США у Бейруті після вибуху 1983

У жовтні 1918 османська армія назавжди залишила місто. На зміну їй прийшли війська Антанти. Згідно з домовленостями між союзниками, Бейрут опинився в зоні впливу французів, і 1 вересня 1920 проголошений столицею новоствореної Держави Великого Лівану під їхнім протекторатом. 23 травня 1926 протекторат змінив назву на Ліванська республіка, яка, однак залишалася французькою «підмандатною територією».
З початком Другої світової війни в місті перебувала штаб-квартира генерала Вейгана, командувача французької армії на Близькому Сході. Після захоплення Франції гітлерівцями у 1940. Бейрут залишився під контролем уряду Віші, у липні 1941 окупований британськими військами та з'єднаннями «Вільної Франції». Спротив місцевого населення змусив союзників в листопаді 1943 погодитися на проголошення незалежності Лівану. Столицею держави залишився Бейрут. Іноземні війська були виведені з міста у 1946.
Під час арабо-ізраїльської війни 1948—1949 у Бейруті з'явилися біженці з Палестини, що отаборилися на околицях міста. Заворушення, що почалися в Бейруті у травні 1958 р. змусили президента Каміля Шамуна звернутися по іноземну допомогу і стали приводом для інтервенції американців (липень-жовтень 1958). Після нормалізації політичної ситуації місто переживає нетривалий період економічного буму, що завершився у 1966 банкрутством найбільшого ліванського банку «Інтра». Економічні проблеми невдовзі були доповнені політичною кризою, пов'язаною насамперед з різним ставленням місцевих політиків до ролі та статусу палестинських біженців.
З 1973 сутички між різними угрупованнями переросли в громадянську війну. Після вбивства охоронців лідера «фалангістів» П'єра Жмайеля і нападу самих «фалангістів» на автобус з палестинцями у кварталі Айн-Румана (13 квітня 1975) одним з театрів бойових дій став Бейрут. Місто було поділено навпіл — на мусульманську і християнську частину — за так званою «зеленою лінією». В січні 1976 р. християнська міліція встановила блокаду таборів палестинців. Це стало приводом для втручання Сирії, війська якої окупували більшу частину Лівану й увійшли до Бейрута.
У 1978 «Ліванським силам» вдалося відтіснити сирійців від міста. Натомість влітку 1982 місто в облогу взяла ізраїльська армія. Збройні загони палестинців залишили Бейрут, проте ізраїльтяни цим скористалися для окупації мусульманських кварталів міста, під час якої бійці «Ліванських сил» влаштували різанину в палестинських таборах.
У вересні 1982 до Бейруту були введені «міжнаціональні сили» з американців, французів, британців і італійців. Проти них розгорнувся терор з боку палестинців і ліванців, які їм співчували, серед яких відзначалося шиїтське угруповання «Хізбалла».
Домовленості про припинення вогню були порушені на початку 1984 р. Підтримані сирійцями загони друзів і шиїтського руху «Амаль» витіснили армійські підрозділи з мусульманських кварталів. Залишив Бейрут і американо-французький контингент. Але це не припинило кампанії терору — тепер, щоправда, не закладали вибухівку, а захоплювали заручників. Хаос доповнювався війною між мусульманськими угрупованнями — «Амаль» проти ОВП у 1985–1988, і проти «Хізбалли» у 1988–1990, здебільшого у таборах біженців на околицях міста.
У 1988 в Лівані не змогли обрати президента республіки, а в різних частинах Бейрута визнавали кожний свого прем'єра. В березні 1989 р. сирійці обстріляли християнські квартали міста… Війна була припинена лише у другій половині 1989 — Таїфською угодою під егідою Саудівської Аравії.
Місто поступово почало відновлюватися і розбудовуватися. Відновилися й археологічні дослідження Бейруту. У 2005 ліванська столиця стала епіцентром Кедрової революції.
У липні — серпні 2006 місто було піддане новому бомбардуванню з боку Ізраїлю.
4 серпня 2020 в порту Бейрута сталися потужні вибухи, що практично знищили порт і кілька будівель навколо, загинули щонайменше 100 осіб, поранення отримали близько 4 000 осіб. 5 серпня 2020 року було оголошено в Лівані днем жалоби, президент країни рекомендував уряду запровадити надзвичайний стан на два тижні.

## Клімат
| Клімат                                                       | Клімат | Клімат | Клімат | Клімат | Клімат | Клімат | Клімат | Клімат | Клімат | Клімат | Клімат | Клімат | Клімат |
| Показник                                                     | Січ.   | Лют.   | Бер.   | Квіт.  | Трав.  | Черв.  | Лип.   | Серп.  | Вер.   | Жовт.  | Лист.  | Груд.  | Рік    |
| Абсолютний максимум, °C                                      | 27,9   | 30,5   | 36,6   | 39,3   | 41,1   | 40,0   | 40,4   | 39,5   | 37,5   | 37,0   | 33,1   | 30,0   |        |
| Середній максимум, °C                                        | 17,4   | 17,5   | 19,6   | 22,6   | 25,4   | 27,9   | 30,0   | 30,7   | 29,8   | 27,5   | 23,2   | 19,4   |        |
| Середня температура, °C                                      | 14,0   | 14,0   | 16,0   | 18,7   | 21,7   | 24,9   | 27,1   | 27,8   | 26,8   | 24,1   | 19,5   | 15,8   |        |
| Середній мінімум, °C                                         | 11,2   | 11,0   | 12,6   | 15,2   | 18,2   | 21,6   | 24,0   | 24,8   | 23,7   | 21,0   | 16,3   | 12,9   |        |
| Абсолютний мінімум, °C                                       | 0,8    | 3,0    | 0,2    | 7,6    | 10,0   | 15,0   | 18,0   | 19,0   | 17,0   | 11,1   | 7,0    | 4,6    | 0,2    |
| Середня кількість сонячних годин на місяць                   | 131    | 143    | 191    | 243    | 310    | 348    | 360    | 334    | 288    | 245    | 200    | 147    | 2940   |
| Норма опадів, мм                                             | 190.9  | 133.4  | 110.8  | 46.3   | 15.0   | 1.5    | 0.3    | 0.4    | 2.3    | 60.2   | 100.6  | 163.8  | 825.5  |
| Днів з опадами                                               | 15     | 12     | 9      | 5      | 2      | 0      | 0      | 0      | 1      | 4      | 8      | 12     | 68     |
| Вологість повітря, %                                         | 69     | 68     | 67     | 69     | 71     | 71     | 73     | 73     | 69     | 68     | 66     | 68     | 69     |
| ------------------------------------------------------------ | ------ | ------ | ------ | ------ | ------ | ------ | ------ | ------ | ------ | ------ | ------ | ------ | ------ |
| Джерело: Pogodaiklimat.ru та Danish Meteorological Institute |        |        |        |        |        |        |        |        |        |        |        |        |        |

## Економіка
Політичний, фінансовий і культурний центр країни.
Важливий порт на східному узбережжі Середземного моря, що обслуговує, крім Лівану, Сирійський район ОАР, частково Ірак та Іран. Порт Бейруту обслуговує близько 3000 суден у рік. Значний вузол залізничних і шосейних шляхів, зв'язаний з Дамаском (Сирійський район ОАР), Багдадом (Ірак), Тегераном (Іран) і Хайфою (Ізраїль). Під Бейрутом знаходиться аеропорт ім. Рафіка Харірі, єдиний комерційний аеропорт Лівану.
Експорт цитрусових, яблук, оливкової олії, шовку-сирцю, вовни.
Промисловість розвинута слабо: текстильні, шкіряні, харчові підприємства, переважно напівкустарного типу.
Університет.

## Квартали міста
Бейрут ділиться на три міста: східне для християн, західне для мусульманів-сунітів та південне для мусульманів-шиїтів та палестинців.
Адміністративно Бейрут розділений на 12/4 кварталів:
- Ашрафія
- Дар Ель-Мрессе
- Бачура
- Мазраа
- Медавар
- Мінет Ель-Хосн
- Муссаїтбех
- Порт Бейрута
- Рас Бейрут
- Рмеїль
- Сайфі
- Зукак аль-Блат

## Релігія
70 % мусульман, з них 65 % шиїти, 30 % сунніти, 3 % друзи, 0,5 % алавіти, і 30 % християн, з них 70 % — мароніти і 30 % розділені на 8 різних груп християнського світу.

## Архітектура і пам'ятки
Місто поєднує в собі елементи західної, європейської і арабської архітектури, проте планування доволі неоднорідне: спальні і комерційні райони чергуються між собою, та іноді навіть з індустріальними об'єктами.
Бейрут, незважаючи на численні руйнації останніх десятиліть, досі залишається містом, багатим на визначні пам'ятки. І досі під час археологічних розкопок науковці знаходять предмети, що відносяться до оттоманського, візантійського, римського, перського чи фінікійського періодів історії міста. Комплекс римських руїн, розкопаних ще до війни, включає римські терми за Бенк-стріт та римські колони на захід від кафедрального собору Св. Георгія.
Серед найбільш відвідуваних пам'яток Бейрута — його знаменита Набережна, Голубина скеля, карстові печери Джейта, фортеця Мартір, Національний музей і «Собача річка», на скелях поблизу якої залишили свої «автографи» численні завойовники від фараона Рамзеса II і вавилонського царя Навуходоносора і до французької армії, що залишила Ліван в 1946 році.
Мечеті Джамі аль-Омарі (XIII століття), Палацова (XVI століття).
З 1921 року в Бейруті діяла Національна бібліотека Лівану, яка була закрита 1979 року внаслідок громадянської війни, з 2000 року проводяться заходи з відновлення її діяльності.

## Міста-побратими
- Афіни, Греція
- Дубай, ОАЕ
- Єреван, Вірменія
- Париж, Франція
- Ліон, Франція
- Марсель, Франція
- Москва, Росія
- Квебек, Канада
- Багдад, Ірак
- Ель-Кувейт, Кувейт
- Східний Єрусалим
- Дамаск, Сирія
- Лос-Анджелес, США
- Стамбул, Туреччина

## Уродженці
- Сак Людмила Миколаївна (1910—1985) — українська радянська мистецтвознавиця.
- Дельфін Сейріг (1932—1990) — французька актриса театру та кіно.
- Маріо Кассар (* 1951) — американський кінопродюсер.
- Рабі Абу-Халіль (* 1957) — композитор, виконавець на уді.
- Сефілян Жирайр (* 1967) — вірменський військово-політичний діяч.